# Gwynne Evans
Gwynne Evans (Missouri, 3 de setembre de 1880 – 21 de gener de 1965) va ser un nedador i waterpolista estatunidenc que va competir a primers del segle xx.
El 1904 va prendre part en els Jocs Olímpics de Saint Louis, on va guanyar la medalla de bronze en la prova dels 4x50 iardes relleus lliures, junt a Amedee Reyburn, Marquard Schwarz i William Orthwein. En aquests mateixos Jocs guanyà una segona medalla de bronze com a membre de l'equip Missouri Athletic Club en la competició de waterpolo.